# Campionati statunitensi di sci alpino 1966
I Campionati statunitensi di sci alpino 1966 si svolsero a Stowe dal 18 al 20 marzo; furono assegnati i titoli di discesa libera, slalom gigante, slalom speciale e combinata, sia maschili sia femminili. Trattandosi di competizioni valide anche ai fini del punteggio FIS, vi parteciparono anche sciatori di altre federazioni, senza che questo consentisse loro di concorrere al titolo nazionale statunitense.

## Risultati

### Uomini

#### Discesa libera
| Pos. | Atleta               | Nazione     | Tempo   |
| ---- | -------------------- | ----------- | ------- |
| 1    | Hans Peter Rohr      | Svizzera    | 1:26,50 |
| 2    | Karl Schranz         | Austria     | 1:29,08 |
| 3    | Edmund Bruggmann     | Svizzera    | 1:29,35 |
| 4    | Jean-Daniel Dätwyler | Svizzera    | 1:29,43 |
| 5    | Jimmy Heuga          | Stati Uniti | 1:30,15 |
| 6    | Werner Bleiner       | Austria     | 1:30,32 |
| 7    | Walter Falk          | Stati Uniti | 1:30,47 |
| 8    | Ken Phelps           | Stati Uniti | 1:30,54 |
| 9    | Scott Henderson      | Canada      | 1:30,59 |
| 10   | Bill Marolt          | Stati Uniti | 1:30,93 |

Data: 18 marzo

#### Slalom gigante
| Pos. | Atleta            | Nazione     | Tempo   |
| ---- | ----------------- | ----------- | ------- |
| 1    | Jean-Claude Killy | Francia     | 1:45,67 |
| 2    | Guy Périllat      | Francia     | 1:45,76 |
| 3    | Georges Mauduit   | Francia     | 1:47,92 |
| 4    | Jimmy Heuga       | Stati Uniti | 1:49,04 |
| 5    | Léo Lacroix       | Francia     | 1:49,22 |
| 6    | Karl Schranz      | Austria     | 1:49,25 |
| 6    | Jakob Tischhauser | Svizzera    | 1:49,25 |
| 8    | Heini Messner     | Austria     | 1:49,40 |
| 9    | Egon Zimmermann   | Austria     | 1:49,42 |
| 10   | Werner Bleiner    | Austria     | 1:49,46 |
|      |                   |             |         |
| 12   | Bill Marolt       | Stati Uniti | 1:51,25 |
|      |                   |             |         |
| 16   | Dennis McCoy      | Stati Uniti | 1:53,00 |

Data: 19 marzo

#### Slalom speciale
| Pos. | Atleta            | Nazione     | Tempo   |
| ---- | ----------------- | ----------- | ------- |
| 1    | Guy Périllat      | Francia     | 1:43,60 |
| 2    | Jean-Claude Killy | Francia     | 1:43,96 |
| 3    | Léo Lacroix       | Francia     | 1:47,27 |
| 4    | Hugo Nindl        | Austria     | 1:48,44 |
| 5    | Jimmy Heuga       | Stati Uniti | 1:49,68 |
| 6    | Georges Mauduit   | Francia     | 1:50,13 |
| 7    | Scott Henderson   | Canada      | 1:50,15 |
| 8    | Willy Favre       | Svizzera    | 1:52,82 |
| 9    | Dennis McCoy      | Stati Uniti | 1:53,84 |
| 10   | Jakob Tischhauser | Svizzera    | 1:53,98 |
| 11   | Joe Jay Jalbert   | Stati Uniti | 1:58,25 |

Data: 20 marzo

#### Combinata
| Pos. | Atleta            | Nazione     | Punti  |
| ---- | ----------------- | ----------- | ------ |
| 1    | Guy Périllat      | Francia     | 30,65  |
| 2    | Jean-Claude Killy | Francia     | 58,81  |
| 3    | Jimmy Heuga       | Stati Uniti | 76,54  |
| 4    | Léo Lacroix       | Francia     | 90,01  |
| 5    | Scott Henderson   | Canada      | 98,02  |
| 6    | Jakob Tischhauser | Svizzera    | 118,13 |
| 7    | Georges Mauduit   | Francia     | 127,73 |
| 8    | Dennis McCoy      | Stati Uniti | 128,50 |
| 9    | Willy Favre       | Svizzera    | 130,98 |
| 10   | Peter Ruschp      | Stati Uniti | 234,73 |

Date: 18-20 marzo

Classifica stilata attraverso i piazzamenti ottenuti
in discesa libera, slalom gigante e slalom speciale

### Donne

#### Discesa libera
| Pos. | Atleta             | Nazione     | Tempo   |
| ---- | ------------------ | ----------- | ------- |
| 1    | Madeleine Wuilloud | Svizzera    | 1:06,55 |
| 2    | Heidi Obrecht      | Svizzera    | 1:07,68 |
| 3    | Christl Haas       | Austria     | 1:08,86 |
| 4    | Karen Korfanta     | Stati Uniti | 1:08,90 |
| 5    | Nancy Greene       | Canada      | 1:08,93 |
| 6    | Theres Obrecht     | Svizzera    | 1:09,27 |
| 7    | Karen Dokka        | Canada      | 1:09,28 |
| 8    | Cathy Nagel        | Stati Uniti | 1:09,39 |
| 8    | Edith Hiltbrand    | Svizzera    | 1:09,39 |
| 10   | Brigitte Seiwald   | Austria     | 1:09,54 |
|      |                    |             |         |
| 12   | Suzy Chaffee       | Stati Uniti | 1:11.04 |
| 12   | Margo Walters      | Stati Uniti | 1:11.04 |

Data: 18 marzo

#### Slalom gigante
| Pos. | Atleta                     | Nazione     | Tempo   |
| ---- | -------------------------- | ----------- | ------- |
| 1    | Florence Steurer           | Francia     | 1:14,20 |
| 2    | Annie Famose               | Francia     | 1:14,60 |
| 3    | Traudl Hecher              | Austria     | 1:14,78 |
| 4    | Marielle Goitschel         | Francia     | 1:14,79 |
| 5    | Wendy Allen                | Stati Uniti | 1:14,88 |
| 6    | Theres Obrecht             | Svizzera    | 1:15,19 |
| 7    | Christl Haas               | Austria     | 1:15,46 |
| 8    | Patricia du Roy de Blicquy | Belgio      | 1:16,01 |
| 9    | Brigitte Seiwald           | Austria     | 1:16,02 |
| 10   | Isabelle Mir               | Francia     | 1:17,30 |
|      |                            |             |         |
| 12   | Joan Hannah                | Stati Uniti | 1:18,01 |
|      |                            |             |         |
| 16   | Suzy Chaffee               | Stati Uniti | 1:19,78 |
| 16   | Penny McCoy                | Stati Uniti | 1:19,78 |

Data: 19 marzo

#### Slalom speciale
| Pos. | Atleta             | Nazione     | Tempo   |
| ---- | ------------------ | ----------- | ------- |
| 1    | Marielle Goitschel | Francia     | 1:25,57 |
| 2    | Annie Famose       | Francia     | 1:25,94 |
| 3    | Wendy Allen        | Stati Uniti | 1:26,99 |
| 4    | Traudl Hecher      | Austria     | 1:27,24 |
| 5    | Florence Steurer   | Francia     | 1:28,80 |
| 6    | Nancy Greene       | Canada      | 1:29,28 |
| 7    | Penny McCoy        | Stati Uniti | 1:30,39 |
| 8    | Cathy Allen        | Stati Uniti | 1:30,90 |
| 9    | Jean Saubert       | Stati Uniti | 1:30,96 |
| 10   | Brigitte Seiwald   | Austria     | 1:31,36 |

Data: 20 marzo

#### Combinata
| Pos. | Atleta             | Nazione     | Punti  |
| ---- | ------------------ | ----------- | ------ |
| 1    | Florence Steurer   | Francia     | 67,98  |
| 2    | Wendy Allen        | Stati Uniti | 69,48  |
| 3    | Madeleine Wuilloud | Svizzera    | 75,98  |
| 4    | Brigitte Seiwald   | Austria     | 81,00  |
| 5    | Annie Famose       | Francia     | 106,50 |
| 6    | Theres Obrecht     | Svizzera    | 120,67 |
| 7    | Joan Hannah        | Stati Uniti | 153,65 |
| 8    | Traudl Hecher      | Austria     | 158,26 |
| 9    | Jean Saubert       | Stati Uniti | 169,44 |
| 10   | Suzy Chaffee       | Stati Uniti | 183,53 |

Date: 18-20 marzo

Classifica stilata attraverso i piazzamenti ottenuti
in discesa libera, slalom gigante e slalom speciale